# قائمة ملوك الجيزة
قائمة ملوك الجيزة (تسمى أيضًا لوحة كتابة الجيزة) هي قطعة أثرية مصرية قديمة كُتبت خلال أواخرعصر الأسرة الخامسة (ج.2494 - 2345 ج. قبل الميلاد) أو أوائل الأسرة السادسة (حوالي 2345 - 2181 تقريبًا قبل الميلاد). عُثر عليها في المكان الذي دُفن فيه مسؤول كبير يدعى مسجرو وزوجته حتب نفيريت . تُعرف لوحة كتابة الجيزة اليوم أيضًا باسم قائمة ملوك الجيزة لأنها تقدم قائمة قصيرة بستة فراعنة من سلالات مختلفة. يحمل مسجرو عدة ألقاب منها «المقرب من الملك»، و«مفتش المدققين في بيت الكنز» و«المشرف على مخازن الذهب».

## الوصف
صُنعت قائمة ملوك الجيزة من خشب الأرز المصقول والجص. الحجم الأصلي لـ اللوحة غير معروف ولا يمكن إعادة بنائه بسبب الحالة التالفة للقطع الأثرية. قام لصوص القبور بكُسر اللوح إلى قطع وإتلاف خشب الأرز بشكل تام تقريبًا. في الأصل، كانت اللوحة مصنوعة من لوح خشبي رقيق مغطى بطبقة رقيقة من الجبس الأبيض. نُقش عليها قائمة واسعة ومفصلة مكتوبة بالحبر الأحمر والأخضر والأسود.

## نقش

### ملخص

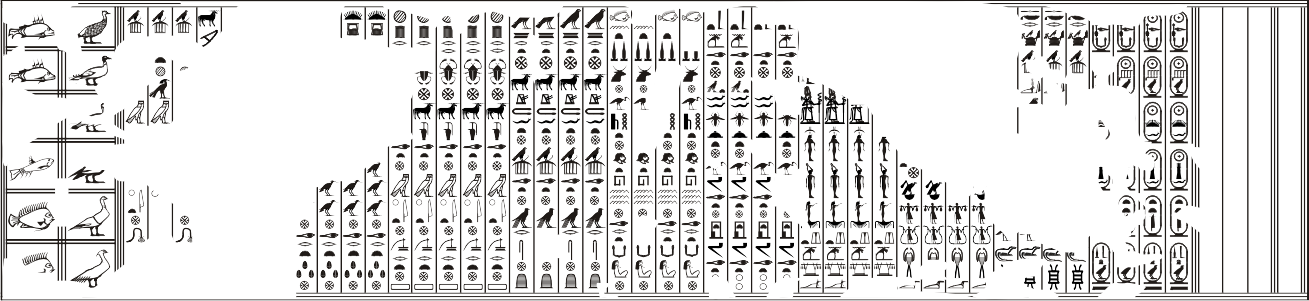
لوح كتابة الجيزة بعرض كامل. من اليمين إلى اليسار: أعمدة فارغة (الصفوف الأربعة الأولى) ، قائمة الملوك (الصفوف الأربعة التالية) ، قائمة الإله (12 صفًا) ، قائمة المقاطعات (27 صفًا) والأضاحي أو القرابين (في الصناديق).

قُسٍّمت القائمة إلى خمسة «أجزاء»، يفصل بينها ثلاث حدود أكثر سمكًا. كان من المفترض أن يحتوي الجزء الأول والثاني على نص، ولكن لأسباب غير معروفة، ظلوا فارغين. 
يحتوي الجزء الثالث على 43 عمودًا رأسيًا. تحتوي الأعمدة الأربعة الأولى على قائمة الملوك الشهيرة، مع ستة أسماء تتكرر حرفياً في كل عمود. تنتهي كل قائمة ملوك بكلمة ماعت. تحتوي الأعمدة الـ 12 التالية على قائمة بالآلهة، وهي ثلاث مجموعات إلهية مختلفة تتكرر أربع مرات لكل منها. الأمر نفسه ينطبق على الأعمدة الـ 27 المتبقية، والتي تسرد أسماء مدن معينة. ومع ذلك، فإن مجموعة المدينة الأخيرة تتكرر ثلاث مرات فقط (وهو ما يفسر المجموع غير المتساوي لـ 27 عمودًا من أعمدة المدينة). 
يقسم الجزء الرابع إلى أجزاء مربعة تحتوي على صور طيور الأضاحي. ينقسم الجزء الخامس أيضًا إلى حجرات، مليئة هذه المرة بصور الأسماك القربانية. 